# Oldenlandia selleana
Oldenlandia selleana är en måreväxtart som beskrevs av Ignatz Urban. Oldenlandia selleana ingår i släktet Oldenlandia och familjen måreväxter. Inga underarter finns listade i Catalogue of Life.